# Matthew Blaze
Matt Blaze es un investigador en las áreas de sistemas seguros, criptografía y gestión confiable. Actualmente es Profesor Asociado de Ciencias de la Computación e Información en la Universidad de Pensilvania; recibió su PhD en Ciencias de la Computación en la Universidad de Princeton.
En 1994, Blaze encontró un medio de sortear los mecanismos de intervención telefónica del chip Clipper, contribuyendo a la muerte de esa iniciativa patrocinada por el gobierno. En 2003, redescubrió de forma independiente una vulnerabilidad grave en la seguridad "llave maestra" de los cerrojos que era un secreto abierto entre cerrajeros; su decisión de revelarlo públicamente provocó controversia. 